# Kleine Schwestern Jesu
Die Kleinen Schwestern Jesu sind eine Ordensgemeinschaft in der römisch-katholischen Kirche. Sie  gehören zur geistlichen Familie des seligen Bruders Karl von Jesus, der es zu seinem Lebenswerk gemacht hatte, als Christ in Algerien unter Nomaden, Hirten und Tuareg zu leben und dadurch Zeugnis abzulegen.

## Entstehung
Die Gründung von Gemeinschaften kam erst nach dem Tode des sel. Charles de Foucauld zustande, zuerst die der Kleinen Brüder Jesu im Jahre 1933, dann 1939 jene der Kleinen Schwestern Jesu durch Magdeleine Hutin (1898–1989).
Magdeleine Hutin wurde 1898 in Elsass-Lothringen geboren und verlor im Ersten Weltkrieg fast ihre gesamte Familie. Ihre Schwester starb an der Spanischen Grippe, sie selbst erkrankte als Kind an Lungentuberkulose. Schon als Kind begeisterte sich Magdeleine Hutin für das Leben der afrikanischen Nomaden. Als junge Frau fühlte sie sich stark vom Leben und den Schriften Charles de Foucaulds angesprochen. Ihre eigene Erfahrung und ihre Arbeit mit wohlhabenden und mittellosen Kindern öffneten ihr Herz für die Menschen am Rande der Gesellschaft. Sie träumte von einem Leben mit ihnen, ihre schlechte Gesundheit hinderte sie jedoch längere Zeit daran.
1936 schließlich brach Magdeleine Hutin mit einer Gefährtin in die Sahara auf, um im damaligen Kolonialgebiet Frankreichs bei einer Gruppe verarmter, muslimischer Nomaden zu leben. Der Arzt hatte ihr ein Leben in einem trockenen Klima empfohlen, um eine dauernde Behinderung durch Arthritis zu vermeiden.
Mit ihrer Gefährtin Anne lebte sie zwei Jahre im arabischen Bezirk von Boghari (heute: Ksar el-Boukhari in der Provinz Medea, Algerien). 1938, nach einer Begegnung mit Pater René Voillaume, machte sie auf Wunsch des Diözesanbischofs, der die neue Gemeinschaft in seinem Bistum aufnehmen wollte, bei den Weißen Schwestern von Algier ein kanonisches Noviziat und nahm den Ordensnamen Kleine Schwester Magdeleine von Jesus an. Zusammen mit Anne legte sie am 8. Dezember 1939 die zeitliche Profess ab. In der Folge gründeten die beiden mit weiteren Postulantinnen die erste Gemeinschaft in Touggourt.
Nach dem Krieg schlossen sich zahlreiche Frauen sehr unterschiedlicher Herkunft der jungen Gemeinschaft an, die ihren Lebensunterhalt hauptsächlich durch Lohnarbeit in Fabriken sicherte. Die kleinen Schwestern Jesu leben mit den Fabrikarbeitern, mit fahrenden Leuten, bei Kriegsflüchtlingen, in Elendsvierteln. Seit 1957 breitete sich die Gemeinschaft auch außerhalb Frankreichs und Algiers aus, 1964 wurde die Ordensgemeinschaft von der Kirche anerkannt. Das Mutterhaus, früher in Aix-en-Provence, befindet sich seit 1957 in Rom auf dem Gelände des Klosters der Trappisten von Tre Fontane, wo die Schwestern Baracken errichten durften.
Die Kleinen Schwestern Jesu sind auf der ganzen Welt verbreitet. Zur Gemeinschaft gehören circa 1400 Mitglieder und Konvente in 70 Ländern. Ihre Spiritualität besteht darin, „das Kind von Bethlehem, das in Einfachheit und ohne Macht zu uns kommt, als Herzmitte zu betrachten.“. Kleine Schwestern leben in kleinen Gruppen kontemplativ mitten in der Welt, oft unerkannt, um mit den Ärmsten der Menschen zu leben, zu arbeiten und Jesus Christus unter ihnen gegenwärtig zu machen.